# Cockett
Cockett är en community i Storbritannien.   Den ligger i kommunen Swansea och riksdelen Wales, i den södra delen av landet, 270 km väster om huvudstaden London.
Den 5 maj 2022 överfördes den västra delen av Cockett till den nybildade communityn Waunarlwydd.